# Чарний Бур (гміна)
Гміна Чарни Бур (пол. Gmina Czarny Bór) — сільська гміна у південно-західній Польщі. Належить до Валбжиського повіту Нижньосілезького воєводства.
Станом на 31 грудня 2011 у гміні проживало 4855 осіб.

## Площа
Згідно з даними за 2007 рік площа гміни становила 66.31 км², у тому числі:
- орні землі: 61.00%
- ліси: 35.00%

Таким чином, площа гміни становить 12.90% площі повіту.

## Населення
Станом на 31 грудня 2011:
| Опис     | Загалом | Загалом | Чоловіки | Чоловіки | Жінки | Жінки |
| -------- | ------- | ------- | -------- | -------- | ----- | ----- |
| одиниця  | осіб    | %       | осіб     | %        | осіб  | %     |
| все      | 4855    | 100     | 2410     | 49.64    | 2445  | 50.36 |
| міське   | 0       | 100     | 0        |          | 0     |       |
| сільське | 4855    | 100     | 2410     | 49.64    | 2445  | 50.36 |

## Сусідні гміни
Гміна Чарни Бур межує з такими гмінами: Боґушув-Ґорце, Каменна Ґура, Марцишув, Мерошув, Старе Боґачовіце.